# Cándido Aguilar
Cándido Aguilar Vargas (Rancho Palma, 23 febbraio 1889 – Città del Messico, 20 marzo 1960) è stato un politico e generale messicano, che partecipò alla rivoluzione messicana. Era genero del presidente messicano Venustiano Carranza.

## Biografia

### Inizi e maderismo
I suoi genitori erano Eustaquio Aguilar e Melita Vargas. Compì gli studi primari nel suo villaggio natale, e presto iniziò a lavorare nel Rancho de San Ricardo, proprietà del suo zio Silvestre Aguilar. I suoi primi passi in politica furono nel maderismo, anche se da prima era stato lettore del giornale Regeneración. Fu iscritto al Partito Antirielezionista e insieme ad Enrique Bordes Mangel, Vicente Escobedo, Severino Herrera, Pedro e  Clemente Gabay e altri, firmò il Piano Rivoluzionario di San Ricardo, il 14 giugno del 1910. A novembre dello stesso anno combatté nei pressi di Coscomatepec; dopo partecipò alla presa di Córdoba l'11 di maggio 1911, come membro delle forze di Gabriel Gavira. Una volta trionfato il movimento, Francisco Madero lo confermò come Ufficiale “irregolare”. Nel Veracruz combatté contro il movimento felicista, ma soprattutto combatté i ribelli antimaderisti nel Morelos (Zapatisti), Durango e Coahuila (Orozchisti).

### Costituzionalismo
All'inizio della Decade tragica rimase agli ordini di Victoriano Huerta per attaccare la Ciudadela. Distaccatosi da Huerta, riuscì a scappare in Guatemala e di lì negli Stati Uniti, da dove tornò in Messico per allinearsi al costituzionalismo, a maggio. All'inizio combatté nel nord, ma dopo Venustiano Carranza lo inviò nel sud-est, designandolo comandante militare di Veracruz. Al comando della Prima Divisione dell'Oriente dell'Esercito Costituzionalista prese, tra altre piazze, Ozuluama, Tantoyuca, Tamiahua e Tuxpan, dove stabilì la Capitale del Governo Rivoluzionario Locale, impose una tassa a tutte le proprietà dei messicani e anche alle società petrolifere, che lamentarono dell'estorsione davanti a Carranza. Fu promosso brigadiere generale per l'opposizione che assunse davanti all'Ammiraglio Frank Friday Fletcher riguardo al problema dei pozzi petroliferi, dove sequestrò familiari degli stranieri per negoziare con loro. Fu chiamato da Carranza per subire la corte marziale, ma riuscì ad essere perdonato. Altri importanti combattimenti avvennero a Valles, Huejutla, Cazones, Tecolutla, Gutiérrez Zamora, Papantla, Misantla e Xalapa. Nel 1914 fu nominato Governatore di Veracruz, carica che occupò fino 1916. Alla fine del 1914, contribuì, insieme ad Isidro Fabela al ritiro dal porto di Veracruz e all'evacuazione delle truppe statunitensi: entrambi fecero discorsi incandescenti. Come governatore, Aguilar firmò importanti e rivoluzionarie leggi statali, come le leggi sul lavoro e il commercio marittimo.
Nel gabinetto di Carranza occupò il Segretariato degli Affari Esteri, dal 13 marzo al 30 novembre 1916, e dal 4 febbraio al 10 novembre 1918. In quella carica appoggiò e difese la neutralità dichiarata dal Governo del Messico nella prima guerra mondiale. Riguardo alla richiesta degli Stati Uniti di inseguire Pancho Villa per l'attacco a Columbus, si capì che l'accettò e per questo la spedizione di Pershing entrò nel Paese. Nel 1919 fu ambasciatore confidenziale in varie potenze. Durante il Congresso Costituente era deputato per il Veracruz e fu primo Vicepresidente. Prima, ad ottobre 1914, era stato rappresentato nella Convenzione di Aguascalientes da Carlos Prieto, ma appoggiò Venustiano Carranza contro le disposizioni della Convenzione, che disconoscevano Carranza come capo e chiedevano le sue dimissioni.

### Periodo post-rivoluzionario, battaglia elettorale e decesso

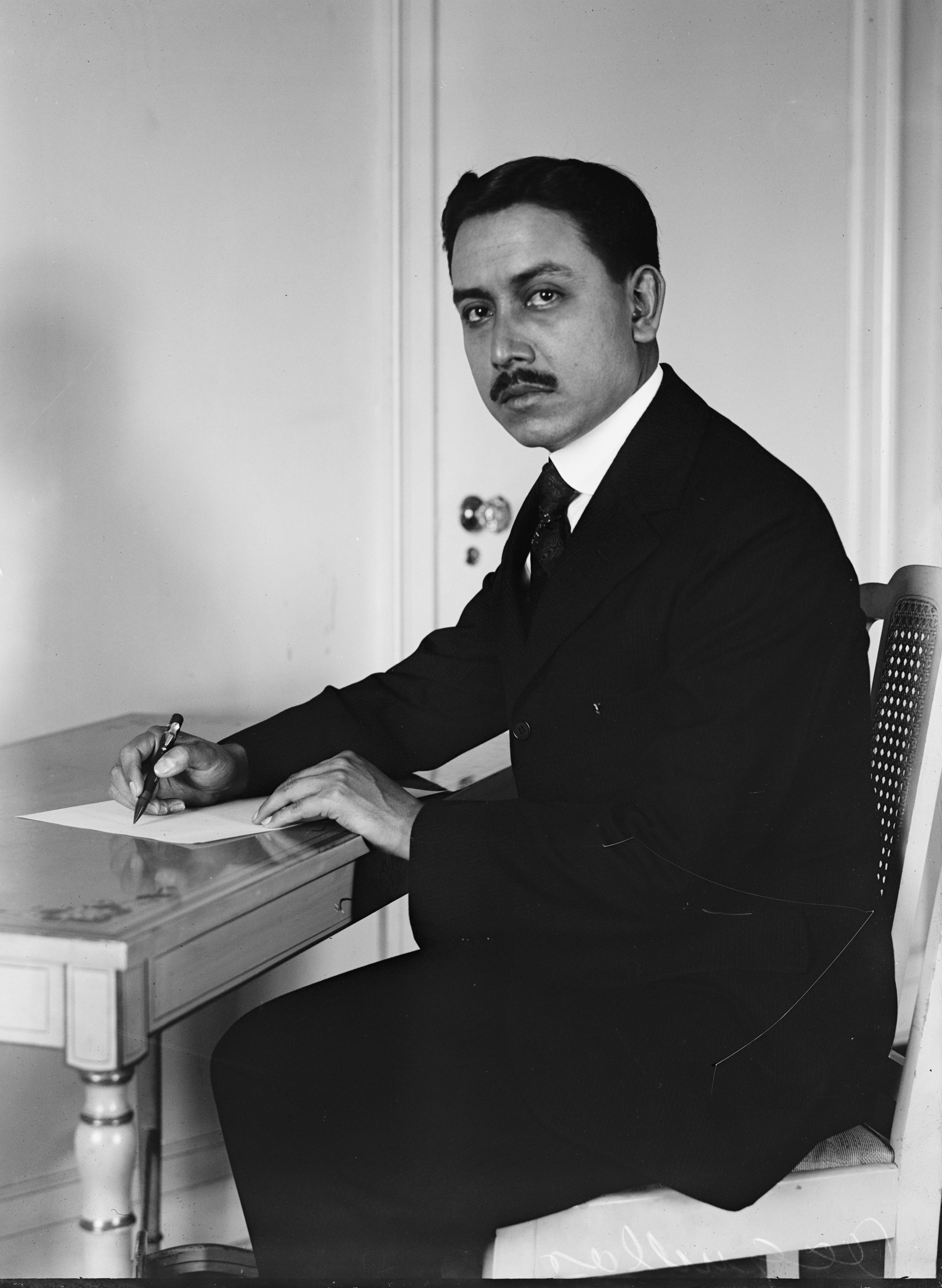
Cándido Aguilar nel 1919

Alla morte di Carranza dovette necessariamente abbandonare il Paese, in quanto suo genero (quindi membro stretto della famiglia). Non riconobbe il Piano di Agua Prieta di Álvaro Obregón, il quale si considerava il legittimo successore di Carranza. Partì per gli Stati Uniti ma più tardi tornò in Messico, e nel 1923 aderì al movimento delahuertista, operando nel Sud-est. Esiliato di nuovo, ritornò nel Paese nel 1939, grazie all'amnistia concessa da Lázaro Cárdenas. Fu deputato e senatore per il Veracruz. Nel 1949 il presidente Miguel Alemán Valdés lo nominò comandante della Legione d'Onore Messicana. Durante i tre anni successivi, i finali della presidenza di Alemán, Aguilar lo criticò per la sua corruzione e il suo influsso nelle contese elettorali. Fondò allora il Partito della Rivoluzione, con quasi 30 000 affiliati, principalmente delle regioni di Veracruz e Tamaulipas, che cercò di partecipare alle elezioni del 1952, per rivendicare gli ideali della "Rivoluzione messicana". Depose la sua candidatura a favore del generale Miguel Henríquez Guzmán e della Federazione dei Partiti del Popolo Messicano, insieme ad altre organizzazioni come il Partito Costituzionalista Messicano, del generale Francisco J. Múgica e lo stesso Partito Comunista, nella sua contesa contro Adolfo Ruiz Cortines, candidato del Partito Rivoluzionario Istituzionale (PRI) alla presidenza. Quell'anno fu consumata una grande frode elettorale che sollevò grandi proteste che furono represse nel sangue. Il governo del presidente Miguel Alemán incarcerò Aguilar nella prigione di Allende, con l'accusa di dissoluzione sociale. Dopo fu esiliato a Cuba. Morì il 20 marzo 1960 a Città del Messico.

## Vita privata
Aguilar era genero del presidente messicano Venustiano Carranza in quanto era sposato con Virginia Carranza Salinas, con la quale ebbe 3 figli: Virginia, Abelardo (che morì in un incidente automobilistico nel porto di Veracruz nel 1949) e Venustiano Aguilar Carranza, quest'ultimo morto a Città del Messico a causa di una affezione cardiaca nel 1962.

## Incarichi governativi
| Predecessore: Eduardo M. Caúz      | Governatore di Veracruz 1914                           | Successore: Manuel Pérez Romero |
| Predecessore: Manuel Pérez Romero  | Governatore di Veracruz 1914 - 1915                    | Successore: Agustín Millán      |
| Predecessore: Manuel García Jurado | Governatore di Veracruz 1916                           | Successore: Heriberto Jara      |
| Predecessore: Adalberto Palacios   | Governatore di Veracruz 1917                           | Successore: Mauro Loyo Sánchez  |
| Predecessore: Mauro Loyo Sánchez   | Governatore di Veracruz 1917-1918                      | Successore: Delfino Victoria    |
| Predecessore: José María Mena      | Governatore di Veracruz 1918-1919                      | Successore: Armando Deschamps   |
| Predecessore: Armando Deschamps    | Governatore di Veracruz 1920                           | Successore: Juan J. Rodríguez   |
| Predecessore: Jesús Acuña          | Segretario degli Affari Esteri 1916                    | Successore: Alfonso Siller      |
| Predecessore: Alfonso Siller       | Segretario degli Affari Esteri 1916-1917               | Successore: Ernesto Garza Pérez |
| Predecessore: Ernesto Garza Pérez  | Segretario degli Affari Esteri 1918                    | Successore: Ernesto Garza Pérez |
| Predecessore: Nessuno              | Comandante della Legione d'Onore Messicana 1949 - 1950 | Successore: Federico Montes     |